# Nicole McCabe
 (février 2025).
Motif : Les sources sont issues de médias peu connus, ou alors des sources primaires, et la notoriété ne me semble pas évidente. Les « Récompenses et distinctions » ne sont pas extraordinaires, et les enregistrements, selon la page, commencent seulement à partir de 2020. Enfin il n'y a pas de page sur la version en anglais de Wikipédia (sachant que nos collègues américains sont bcp plus prolixes que nous, ça « interroge »).
- Archive Wikiwix
- Bing
- Cairn
- DuckDuckGo
- E. Universalis
- Gallica
- Google
- G. Books
- G. News
- G. Scholar
- Persée
- Qwant
- (zh) Baidu
- (ru) Yandex
- (wd) trouver des œuvres sur Wikidata

| 1. | Préciser le motif de la pose du bandeau. | Précisez le motif de la pose du bandeau en utilisant la syntaxe suivante : {{admissibilité à vérifier\|date=mai 2025\|motif=remplacez ce texte par le motif}}                      |
| 2. | Informer les utilisateurs concernés.     | Pensez à avertir le créateur de l'article, par exemple, en insérant le code ci-dessous sur sa page de discussion : {{subst:avertissement admissibilité à vérifier\|Nicole McCabe}} |

Nicole McCabe est une saxophoniste alto, compositrice et formatrice américaine de jazz, née en Californie dans le Comté de Marin, reconnue, active sur la scène jazz contemporaine; elle habite et travaille à Los Angeles en 2025.

## Biographie

### Formation
Nicole McCabe développe une passion pour le jazz dès son plus jeune âge. Elle étudie le saxophone et la composition dans plusieurs institutions. Elle a obtenu un master en jazz à la Thornton School of Music de l'Université de Californie du Sud. Elle a une licence en études de jazz à l'Université d'État de Portland.

### Enseignante
Nicole McCabe est professeur d'un ensemble de jazz à l'Université Loyola Marymount et mentor du programme d'études de jazz de l'Université d'État de Californie à Northridge.

### Carrière
Dirigeant un quartet, compositrice et formatrice musicale, Nicole débute comme saxophoniste à Portland (Oregon) alors qu'elle étudie dans le cadre du programme d'études de jazz de l'université d'État de Portland. Elle s’intègre à la scène et à la communauté jazz de Portland bien avant d'obtenir son diplôme. Depuis, elle partage des scènes et des festivals avec des artistes comme Nicole Glover (de), Carmen Lundy (en), Steve Wilson (musicien) (en), Randy Porter (de), Chuck Israels, George Colligan (en) et Kandace Springs.
Nicole a commencé à diriger son propre quartet en 2018, pour en diriger un au Portland Jazz Festival en 2018, 2019 et 2020.
Nicole a eu l'occasion de jouer avec le grand pianiste George Colligan, le trompettiste Charlie Porter, le bassiste Jon Lakey et le batteur et producteur vétéran Alan Jones. Pour son premier enregistrement Introducing Nicole McCabe (Minaret, 2020), elle réunit ces quatre musiciens pour interpréter une collection de morceaux originaux, ainsi que deux reprises.
Elle habite et travaille à Los Angeles, dont elle est devenue une des personnalités marquantes de la scène jazz.
Son approche musicale est caractérisée par une fusion de tradition et d'explorations.

## Récompenses et distinctions
- Prix du meilleur ensemble au concours international de jazz "Keep an Eye" du Conservatorium van Amsterdam[11] (2023) – avec le Nicole McCabe Quintet (Nicole McCabe, Ethan Chilton, Sam Reid, Logan Kane et Marcello Carelli)
- Prix de la meilleure étudiante soliste hors conservatoires au même concours[11] (2023)
- Jeff Clayton Memorial New Note Award 2022 décerné par la Los Angeles Jazz Society[12],[13]

## Enregistrements
- 2020 : Introducing Nicole McCabe[14],[6]chez Minaret Records en 2020
- 2022 : Landscapes[15],[16] (2022)
- 2024 : Mosaic (2024)[17],[18],[19]chez Ghost Note Records[20]
- 2024 : Live at Jamboree[21],[22](2024) chez Fresh Sound Records
- 2024 : Saudade[23] avec Greg Spero (en) chez Tiny Room Live
- 2024: What Is My Porpoise ?[24] chez DOX records[25]
- 2025 : A Song To Sing[21] (2025)